# Pselaphomorphus
Pselaphomorphus (лат.) — род мелких мирмекофильных жуков-ощупников из подсемейства Pselaphinae (Staphylinidae).

## Распространение
Неотропика: от Мексики до Аргентины. Встречаются на высотах от уровня моря до 3400 м.

## Описание
Мелкие коротконадкрылые жуки—ощупники, длина тела 1,5—3,3 мм. От близких родов отличаются сердцевидными в основании выступами усиков и продольной бороздкой на вершине головы. Основная окраска желтовато- или красновато-коричневая. Пронотум с суббазальной поперечной бороздкой. Голова снизу с двумя килями. Усики 11-члениковые с 5-члениковой булавой. Лапки с двумя коготками. Род был впервые выделен в 1855 году; включён в состав трибы Jubini из надтрибы Euplectitae (Faronitae). Более 30 видов. Встречаются на высотах от уровня моря до 3400 м.
- Pselaphomorphus brevipennis Raffray, 1917
- Pselaphomorphus bruchi Raffray, 1908
- Pselaphomorphus longiceps Raffray, 1890
- Pselaphomorphus microphthalmus Raffray, 1890
- Pselaphomorphus sculpturatus Motschulsky, 1855 typus
- другие виды (n. sp. — Vásquez-Vélez, 2016)[3]: P. acutispinosus, P. agametopus, P. azuayensis, P. bolivarensis, P. breviantennae, P. carenobothrus, P. carltoni, P. cayennensis, P. chandleri, P. fluminosus, P. iguazuensis, P. incorum, P. longissimus, P. macrommatus, P. maldonadensis, P. mayaorum, P. melanus, P. montsineryensis, P. motschulskyi, P. newtoni, P. parki, P. raffrayi, P. santaecrucis, P. simplicipenis, P. thayerae, P. tucumanensis, P. veracruzanus, P. wagneri Vásquez-Vélez, 2016[3]